# Segundo Tzajalchén
Segundo Tzajalchén är en ort i Mexiko.   Den ligger i kommunen Chilón och delstaten Chiapas, i den sydöstra delen av landet, 800 km öster om huvudstaden Mexico City. Segundo Tzajalchén ligger 624 meter över havet och antalet invånare är 224.
Terrängen runt Segundo Tzajalchén är lite bergig. Runt Segundo Tzajalchén är det ganska tätbefolkat, med 54 invånare per kvadratkilometer. Närmaste större samhälle är Jol Hic'Batil, 4,0 km söder om Segundo Tzajalchén. I omgivningarna runt Segundo Tzajalchén växer i huvudsak städsegrön lövskog.